# フェーンダム
フェーンダム（オランダ語: Veendam [veːnˈdɑm] ( 音声ファイル)）は、オランダ北東部のフローニンゲン州に位置する基礎自治体（ヘメーンテ）であり、町である。
ホーランド・アメリカラインのクルーズ客船「MSフェーンダム」はこの町にちなみ名づけられた。

## 集落
- バレフェルト (Bareveld)
- ボルヘルコンパーニー (Borgercompagnie)
- キベルハールン (Kibbelgaarn)
- コルテ・アッケルス (Korte Akkers)
- ニュメロ・デルティーン (Numero Dertien)
- オメランデルヴェイク (Ommelanderwijk)
- トリプスコンパーニー (Tripscompagnie)
- フェーンダム (Veendam)
- ヴィルデルファンク (Wildervank)
- ヴィルデルファンクステルダーレン (Wildervanksterdallen)
- ゾイドヴェンディンフ (Zuidwending)

## スポーツ
- SCフェーンダム - サッカークラブ
- フラッシュ・フェーンダム - バレーボールクラブ

## 出身有名人
- ヘンドリック・デ・コック(Hendrik de Cock)（1801年 - 1842年） 伝道師
- リンダ・ムース(Linda Moes)（1971年 - ） 背泳ぎ選手
- ペーテル・ヴィント(Peter Windt)（1973年 - ） ホッケー選手
- レナーテ・フルーネヴォルト (Renate Groenewold)（1976年 - ） スピードスケート選手
- ヘンク・フロル（1985年 - ） 柔道家

## 姉妹都市
- グニェズノ（ポーランド）
- ケロウナ（カナダ）